# Lecythidoideae
Lecythidoideae es una subfamilia de árboles perteneciente a la familia de las lecitidáceas. Tiene los siguientes géneros.

## Géneros
- Allantoma - Bertholletia - Cariniana - Corythophora - Couratari - Couroupita - Eschweilera - Grias - Gustavia - Lecythis